# Psammonema ovisetosum
Psammonema ovisetosum is een rondwormensoort uit de familie van de Desmodoridae. De wetenschappelijke naam van de soort is voor het eerst geldig gepubliceerd in 1995 door Verschelde & Vincx.